# 手長婆
手長婆（てながばばあ）は、関東地方および青森県に伝わる妖怪。長い腕を持つ老婆の姿の妖怪とされる。

## 概要
関東の手長婆
下総地方（千葉県など）に伝わっている。白髪の老婆と言われるが、普段は水中にいて姿を見せない。水辺で子供が遊んでいると、水中から長い手を伸ばして「水の中に引き込むぞ」と脅かすものとされる。実際にこうした妖怪が子供に危害を加えるわけではなく、水辺で遊んでいて事故に遭いそうな子供を戒めるための語彙として用いられている。
青森の手長婆
田子町北方の貝守ヶ岳という山に住んでいたと伝えられる巨大な老婆。その腕は山から八戸の海に届くほど長く、空腹になると海へ手を伸ばし、貝を獲って食べていた。そのために貝守ヶ岳では現在でも、山にもかかわらず貝殻が見つかるという。